# Luis Díaz
Luis Fernando Díaz Marulanda (n. 13 ianuarie 1997, Barrancas⁠(d), La Guajira Department⁠(d), Columbia) este un fotbalist columbian, care joacă pe post de extremă stângă la Bayern în Bundesliga. Pe plan internațional, are prezențe la națională pentru Columbia.
Díaz și-a început cariera profesionistă în divizia secundă din Columbia, la Barranquilla, apoi a ajuns la Junior cu care a câștigat Categoría Primera A, Copa Colombia și Superliga Colombiana. În 2019, a semnat un contract cu Porto care l-a achiziționat pentru șapte milioane de euro. A câștigat cu Porto un titlu în Primeira Liga, Taça de Portugal și Supertaça Cândido de Oliveira, făcând parte din echipa care a făcut eventul în 2020. După 15 goluri în 18 meciuri de campionat în prima jumătate a sezonului 2021–22, a fost cumpărat de Liverpool pentru 45 de milioane de euro.
Díaz și-a făcut debutul la naționala Columbiei în 2018. A adunat peste 30 de selecții la prima reprezentativă și a contribuit la locul trei ocupat de Columbia la Copa América 2021, unde a primit Gheata de Aur pentru cel mai bun marcator al turneului, cu patru goluri, la egalitate cu argentinianul Lionel Messi.